# Marivan
Marīvān (in curdo Merîwan‎; farsi مریوان حاشیه) è il capoluogo dello shahrestān di Marivan, circoscrizione Centrale, nella provincia iraniana del Kurdistan. Aveva, nel 2006, 91.664 abitanti. Si trova sulla riva orientale del lago Zarivar ({{{2}}}‎) nella parte occidentale della provincia, a poca distanza dal confine con l'Iraq.